# Matteröd
Matteröd är kyrkbyn i Matteröds socken i Hässleholms kommun i Skåne, belägen ca 5 km söder om Tyringe.
Här ligger Matteröds kyrka